# Tênis de mesa nos Jogos Pan-Americanos de 2023 - Equipes masculinas
O torneio de equipes masculinas do tênis de mesa nos Jogos Pan-Americanos de 2023 foi disputado entre 2 e 5 de novembro de 2023 no Centro de Treinamento Olímpico, em Ñuñoa. Um total de 36 mesatenistas de 12 Comitês Olímpicos Nacionais (CON) participaram do evento.

## Calendário
Horário local (UTC−3).
| Data          | Hora  | Fase             |
| ------------- | ----- | ---------------- |
| 2 de novembro | 12:30 | Fase de grupos   |
| 3 de novembro | 12:30 | Fase de grupos   |
| 3 de novembro | 19:30 | Quartas de final |
| 4 de novembro | 16:00 | Semifinais       |
| 5 de novembro | 13:00 | Final            |

## Medalhistas
|  | BRA Brasil                            |  | CAN Canadá                          |  | ARG Argentina                                  |  | USA Estados Unidos                           |
|  | Eric Jouti Hugo Calderano Vitor Ishiy |  | Siméon Martin Edward Ly Eugene Wang |  | Horacio Cifuentes Santiago Lorenzo Gastón Alto |  | Jishan Liang Nandan Naresh Siddhartha Naresh |

## Resultados

### Fase de grupos
A fase de grupos foi realizada em 2 e 3 de novembro de 2023. As 12 equipes foram divididas em quatro grupos de três cada, com as duas primeiras de cada grupo avançando para as quartas de final.

#### Grupo A
| CON          | J | V | D | PF | PC |
| ------------ | - | - | - | -- | -- |
| BRA Brasil   | 2 | 2 | 0 | 6  | 2  |
| ECU Equador  | 2 | 1 | 1 | 5  | 5  |
| PAR Paraguai | 2 | 0 | 2 | 2  | 6  |

| 2 de novembro 12:30 Relatório | Paraguai PAR | 0 – 3 | BRA Brasil |  |

|                                      | Partidas individuais                 |       |                          |                         |
| Marcelo Aguirre / Alejandro Toranzos | Marcelo Aguirre / Alejandro Toranzos | 1 – 3 | Vitor Ishiy / Eric Jouti | 11–8, 7–11, 5–11, 10–12 |
| Axel Bertolo                         | Axel Bertolo                         | 0 – 3 | Hugo Calderano           | 4–11, 3–11, 7–11        |
| Alejandro Toranzos                   | Alejandro Toranzos                   | 1 – 3 | Eric Jouti               | 14–12, 7–11, 8–11, 9–11 |
|                                      |                                      |       |                          |                         |
|                                      |                                      |       |                          |                         |

| 2 de novembro 19:30 Relatório | Brasil BRA | 3 – 2 | ECU Equador |  |

|                          | Partidas individuais     |       |                                 |                                |
| Vitor Ishiy / Eric Jouti | Vitor Ishiy / Eric Jouti | 2 – 3 | Alberto Miño / Emiliano Riofrío | 9–11, 11–4, 11–2, 8–11, 8–11   |
| Hugo Calderano           | Hugo Calderano           | 3 – 0 | Rodrigo Tapia                   | 11–3, 11–7, 11–6               |
| Eric Jouti               | Eric Jouti               | 2 – 3 | Emiliano Riofrío                | 11–3, 9–11, 7–11, 12–10, 14–16 |
| Hugo Calderano           | Hugo Calderano           | 3 – 1 | Alberto Miño                    | 11–4, 12–10, 9–11, 11–6        |
| Vitor Ishiy              | Vitor Ishiy              | 3 – 0 | Rodrigo Tapia                   | 11–2, 11–9, 11–4               |

| 3 de novembro 12:30 Relatório | Equador ECU | 3 – 2 | PAR Paraguai |  |

|                                 | Partidas individuais            |       |                                      |                              |
| Emiliano Riofrío / Alberto Miño | Emiliano Riofrío / Alberto Miño | 1 – 3 | Marcelo Aguirre / Alejandro Toranzos | 10–12, 11–7, 12–14, 11–13    |
| Rodrigo Tapia                   | Rodrigo Tapia                   | 3 – 2 | Axel Bertolo                         | 4–11, 11–9, 11–9, 6–11, 11–6 |
| Alberto Miño                    | Alberto Miño                    | 3 – 1 | Alejandro Toranzos                   | 11–3, 7–11, 11–4, 11–5       |
| Rodrigo Tapia                   | Rodrigo Tapia                   | 0 – 3 | Marcelo Aguirre                      | 1–11, 4–11, 6–11             |
| Emiliano Riofrío                | Emiliano Riofrío                | 3 – 0 | Axel Bertolo                         | 11–7, 11–5, 13–11            |

#### Grupo B
| CON                | J | V | D | PF | PC |
| ------------------ | - | - | - | -- | -- |
| USA Estados Unidos | 2 | 2 | 0 | 6  | 4  |
| CUB Cuba           | 2 | 1 | 1 | 5  | 5  |
| MEX México         | 2 | 0 | 2 | 4  | 6  |

| 2 de novembro 12:30 Relatório | México MEX | 2 – 3 | USA Estados Unidos |  |

|                                     | Partidas individuais                |       |                                   |                              |
| Rogelio Castro / José Ricardo Villa | Rogelio Castro / José Ricardo Villa | 0 – 3 | Nandan Naresh / Siddhartha Naresh | 3–11, 9–11, 6–11             |
| Marcos Madrid                       | Marcos Madrid                       | 2 – 3 | Jishan Liang                      | 4–11, 11–8, 5–11, 11–9, 7–11 |
| José Ricardo Villa                  | José Ricardo Villa                  | 3 – 1 | Siddhartha Naresh                 | 11–8, 11–7, 8–11, 11–6       |
| Marcos Madrid                       | Marcos Madrid                       | 3 – 1 | Nandan Naresh                     | 11–7, 9–11, 11–5, 14–12      |
| Rogelio Castro                      | Rogelio Castro                      | 0 – 3 | Jishan Liang                      | 9–11, 6–11, 9–11             |

| 2 de novembro 19:30 Relatório | Estados Unidos USA | 3 – 2 | CUB Cuba |  |

|                                   | Partidas individuais              |       |                             |                                |
| Siddhartha Naresh / Nandan Naresh | Siddhartha Naresh / Nandan Naresh | 0 – 3 | Andy Pereira / Jorge Campos | 3–11, 8–11, 10–12              |
| Jishan Liang                      | Jishan Liang                      | 3 – 2 | Adrián Pérez                | 11–6, 10–12, 5–11, 12–10, 11–6 |
| Nandan Naresh                     | Nandan Naresh                     | 3 – 1 | Jorge Campos                | 10–12, 11–4, 11–5, 11–8        |
| Jishan Liang                      | Jishan Liang                      | 0 – 3 | Andy Pereira                | 8–11, 14–16, 6–11              |
| Siddhartha Naresh                 | Siddhartha Naresh                 | 3 – 1 | Adrián Pérez                | 11–2, 13–11, 7–11, 11–7        |

| 3 de novembro 12:30 Relatório | México MEX | 2 – 3 | CUB Cuba |  |

|                                    | Partidas individuais               |       |                             |                        |
| José Ricardo Villa / Marcos Madrid | José Ricardo Villa / Marcos Madrid | 0 – 3 | Andy Pereira / Jorge Campos | 7–11, 7–11, 5–11       |
| Rogelio Castro                     | Rogelio Castro                     | 3 – 1 | Adrián Pérez                | 5–11, 11–5, 11–9, 11–8 |
| Marcos Madrid                      | Marcos Madrid                      | 3 – 1 | Jorge Campos                | 11–9, 11–7, 8–11, 11–6 |
| Rogelio Castro                     | Rogelio Castro                     | 0 – 3 | Andy Pereira                | 8–11, 7–11, 8–11       |
| José Ricardo Villa                 | José Ricardo Villa                 | 0 – 3 | Adrián Pérez                | 4–11, 4–11, 10–12      |

#### Grupo C
| CON                                 | J | V | D | PF | PC |
| ----------------------------------- | - | - | - | -- | -- |
| CAN Canadá                          | 2 | 2 | 0 | 6  | 2  |
| PUR Porto Rico                      | 2 | 1 | 1 | 5  | 3  |
| EAI Equipe de Atletas Independentes | 2 | 0 | 2 | 0  | 6  |

| 2 de novembro 12:30 Relatório | Porto Rico PUR | 3 – 0 | EAI Equipe de Atletas Independentes |  |

|                                | Partidas individuais           |       |                               |                               |
| Brian Afanador / Ángel Naranjo | Brian Afanador / Ángel Naranjo | 3 – 0 | Heber Moscoso / Héctor Gatica | 11–8, 11–8, 11–6              |
| Daniel González                | Daniel González                | 3 – 1 | Sergio Carrillo               | 11–3, 9–11, 11–3, 11–3        |
| Ángel Naranjo                  | Ángel Naranjo                  | 3 – 2 | Héctor Gatica                 | 9–11, 11–7, 11–9, 10–12, 11–6 |
|                                |                                |       |                               |                               |
|                                |                                |       |                               |                               |

| 2 de novembro 19:30 Relatório | Porto Rico PUR | 2 – 3 | CAN Canadá |  |

|                                | Partidas individuais           |       |                           |                        |
| Brian Afanador / Ángel Naranjo | Brian Afanador / Ángel Naranjo | 3 – 0 | Edward Ly / Siméon Martín | 11–7, 11–7, 11–9       |
| Daniel González                | Daniel González                | 1 – 3 | Eugene Wang               | 9–11, 11–9, 5–11, 7–11 |
| Ángel Naranjo                  | Ángel Naranjo                  | 3 – 0 | Siméon Martín             | 11–5, 11–7, 11–2       |
| Daniel González                | Daniel González                | 1 – 3 | Edward Ly                 | 11–8, 8–11, 4–11, 9–11 |
| Brian Afanador                 | Brian Afanador                 | 0 – 3 | Eugene Wang               | 14–16, 9–11, 9–11      |

| 3 de novembro 12:30 Relatório | Canadá CAN | 3 – 0 | EAI Equipe de Atletas Independentes |  |

|                             | Partidas individuais        |       |                               |                         |
| Eugene Wang / Siméon Martin | Eugene Wang / Siméon Martin | 3 – 0 | Héctor Gatica / Heber Moscoso | 11–9, 11–7, 11–4        |
| Edward Ly                   | Edward Ly                   | 3 – 1 | Sergio Carrillo               | 11–13, 11–2, 11–8, 11–2 |
| Siméon Martin               | Siméon Martin               | 3 – 0 | Heber Moscoso                 | 11–9, 11–7, 14–12       |
|                             |                             |       |                               |                         |
|                             |                             |       |                               |                         |

#### Grupo D
| CON           | J | V | D | PF | PC |
| ------------- | - | - | - | -- | -- |
| ARG Argentina | 2 | 2 | 0 | 6  | 1  |
| PER Peru      | 2 | 1 | 1 | 4  | 5  |
| CHI Chile     | 2 | 0 | 2 | 2  | 6  |

| 2 de novembro 12:30 Relatório | Argentina ARG | 3 – 1 | PER Peru |  |

|                                 | Partidas individuais            |       |                                  |                              |
| Gastón Alto / Horacio Cifuentes | Gastón Alto / Horacio Cifuentes | 3 – 1 | Carlos Fernández / Felipe Duffoo | 11–8, 11–4, 8–11, 11–7       |
| Santiago Lorenzo                | Santiago Lorenzo                | 2 – 3 | Rodrigo Hidalgo                  | 11–4, 3–11, 11–8, 6–11, 5–11 |
| Horacio Cifuentes               | Horacio Cifuentes               | 3 – 0 | Felipe Duffoo                    | 15–13, 11–8, 11–6            |
| Santiago Lorenzo                | Santiago Lorenzo                | 3 – 1 | Carlos Fernández                 | 11–9, 11–3, 8–11, 11–8       |
|                                 |                                 |       |                                  |                              |

| 2 de novembro 19:30 Relatório | Argentina ARG | 3 – 0 | CHI Chile |  |

|                                | Partidas individuais           |       |                                |                              |
| Gastón Alto / Santiago Lorenzo | Gastón Alto / Santiago Lorenzo | 3 – 0 | Gustavo Gómez / Nicolás Burgos | 12–10, 11–4, 11–8            |
| Horacio Cifuentes              | Horacio Cifuentes              | 3 – 0 | Alfonso Olave                  | 11–9, 11–9, 11–2             |
| Santiago Lorenzo               | Santiago Lorenzo               | 3 – 2 | Nicolás Burgos                 | 11–8, 6–11, 11–5, 9–11, 11–3 |
|                                |                                |       |                                |                              |
|                                |                                |       |                                |                              |

| 3 de novembro 12:30 Relatório | Peru PER | 3 – 2 | CHI Chile |  |

|                                    | Partidas individuais               |       |                                |                               |
| Carlos Fernández / Rodrigo Hidalgo | Carlos Fernández / Rodrigo Hidalgo | 3 – 2 | Nicolás Burgos / Gustavo Gómez | 11–8, 11–8, 3–11, 6–11, 11–9  |
| Felipe Duffoo                      | Felipe Duffoo                      | 3 – 2 | Alfonso Olave                  | 4–11, 11–8, 11–9, 8–11, 11–7  |
| Rodrigo Hidalgo                    | Rodrigo Hidalgo                    | 1 – 3 | Gustavo Gómez                  | 6–11, 7–11, 11–4, 9–11        |
| Felipe Duffoo                      | Felipe Duffoo                      | 2 – 3 | Nicolás Burgos                 | 2–11, 11–9, 9–11, 11–8, 5–11  |
| Carlos Fernández                   | Carlos Fernández                   | 3 – 2 | Alfonso Olave                  | 11–7, 8–11, 11–9, 10–12, 11–7 |

### Fase final
As quartas de final foram realizadas em 3 de novembro, as semifinais em 4 de novembro e a final ocorreu em 5 de novembro de 2023. Os perdedores das semifinais garantiram automaticamente as medalhas de bronze.
|  | Quartas de final   | Quartas de final   | Quartas de final |  |  | Semifinal          | Semifinal          | Semifinal  |   |            | Final      | Final | Final |
|  |                    |                    |                  |  |  |                    |                    |            |   |            |            |       |       |
|  | BRA Brasil         | BRA Brasil         | 3                |  |  |                    |                    |            |   |            |            |       |       |
|  | PUR Porto Rico     | PUR Porto Rico     | 0                |  |  | BRA Brasil         | BRA Brasil         | 3          |   |            |            |       |       |
|  | CUB Cuba           | CUB Cuba           | 1                |  |  | ARG Argentina      | ARG Argentina      | 2          |   |            |            |       |       |
|  | ARG Argentina      | ARG Argentina      | 3                |  |  |                    |                    |            |   | BRA Brasil | BRA Brasil | 3     |       |
|  | CAN Canadá         | CAN Canadá         | 3                |  |  |                    | CAN Canadá         | CAN Canadá | 1 |            |            |       |       |
|  | ECU Equador        | ECU Equador        | 0                |  |  | CAN Canadá         | CAN Canadá         | 3          |   |            |            |       |       |
|  | PER Peru           | PER Peru           | 1                |  |  | USA Estados Unidos | USA Estados Unidos | 2          |   |            |            |       |       |
|  | USA Estados Unidos | USA Estados Unidos | 3                |  |  |                    |                    |            |   |            |            |       |       |
|  |                    |                    |                  |  |  |                    |                    |            |   |            |            |       |       |
|  |                    |                    |                  |  |  |                    |                    |            |   |            |            |       |       |

#### Quartas de final
| 3 de novembro 19:30 Relatório | Porto Rico PUR | 0 – 3 | BRA Brasil |  |

|                                | Partidas individuais           |       |                          |                              |
| Brian Afanador / Ángel Naranjo | Brian Afanador / Ángel Naranjo | 0 – 3 | Vitor Ishiy / Eric Jouti | 7–11, 12–14, 4–11            |
| Daniel González                | Daniel González                | 0 – 3 | Hugo Calderano           | 3–11, 9–11, 7–11             |
| Ángel Naranjo                  | Ángel Naranjo                  | 2 – 3 | Eric Jouti               | 8–11, 11–6, 11–9, 4–11, 7–11 |
|                                |                                |       |                          |                              |
|                                |                                |       |                          |                              |

| 3 de novembro 19:30 Relatório | Cuba CUB | 1 – 3 | ARG Argentina |  |

|                             | Partidas individuais        |       |                                |                                |
| Jorge Campos / Andy Pereira | Jorge Campos / Andy Pereira | 3 – 2 | Gastón Alto / Santiago Lorenzo | 11–5, 10–12, 7–11, 13–11, 11–6 |
| Adrián Pérez                | Adrián Pérez                | 2 – 3 | Horacio Cifuentes              | 8–11, 2–11, 11–8, 11–9, 4–11   |
| Andy Pereira                | Andy Pereira                | 2 – 3 | Santiago Lorenzo               | 8–11, 11–8, 11–4, 10–12, 9–11  |
| Adrián Pérez                | Adrián Pérez                | 2 – 3 | Gastón Alto                    | 8–11, 11–9, 6–11, 11–5, 9–11   |
|                             |                             |       |                                |                                |

| 3 de novembro 19:30 Relatório | Canadá CAN | 3 – 0 | ECU Equador |  |

|                             | Partidas individuais        |       |                                 |                  |
| Eugene Wang / Siméon Martin | Eugene Wang / Siméon Martin | 3 – 0 | Alberto Miño / Emiliano Riofrío | 11–8, 11–8, 11–2 |
| Edward Ly                   | Edward Ly                   | 3 – 0 | Rodrigo Tapia                   | 11–6, 11–5, 11–5 |
| Siméon Martin               | Siméon Martin               | 3 – 0 | Emiliano Riofrío                | 11–9, 11–6, 11–8 |
|                             |                             |       |                                 |                  |
|                             |                             |       |                                 |                  |

| 3 de novembro 19:30 Relatório | Estados Unidos USA | 3 – 1 | PER Peru |  |

|                                   | Partidas individuais              |       |                                    |                                |
| Siddhartha Naresh / Nandan Naresh | Siddhartha Naresh / Nandan Naresh | 2 – 3 | Carlos Fernández / Rodrigo Hidalgo | 11–5, 7–11, 9–11, 11–6, 12–14  |
| Jishan Liang                      | Jishan Liang                      | 3 – 2 | Felipe Duffoo                      | 9–11, 10–12, 12–10, 11–6, 11–9 |
| Nandan Naresh                     | Nandan Naresh                     | 3 – 1 | Rodrigo Hidalgo                    | 8–11, 11–9, 11–9, 11–8         |
| Jishan Liang                      | Jishan Liang                      | 3 – 2 | Carlos Fernández                   | 8–11, 10–12, 11–6, 11–7, 12–10 |
|                                   |                                   |       |                                    |                                |

#### Semifinal
| 4 de novembro 16:00 Relatório | Argentina ARG | 2 – 3 | BRA Brasil |  |

|                                 | Partidas individuais            |       |                          |                              |
| Gastón Alto / Horacio Cifuentes | Gastón Alto / Horacio Cifuentes | 3 – 0 | Vitor Ishiy / Eric Jouti | 11–4, 11–9, 11–7             |
| Santiago Lorenzo                | Santiago Lorenzo                | 0 – 3 | Hugo Calderano           | 5–11, 5–11, 7–11             |
| Horacio Cifuentes               | Horacio Cifuentes               | 3 – 0 | Eric Jouti               | 11–8, 11–7, 11–3             |
| Santiago Lorenzo                | Santiago Lorenzo                | 2 – 3 | Vitor Ishiy              | 11–8, 11–7, 8–11, 9–11, 6–11 |
| Gastón Alto                     | Gastón Alto                     | 1 – 3 | Hugo Calderano           | 12–10, 3–11, 3–11, 9–11      |

| 4 de novembro 18:30 Relatório | Canadá CAN | 3 – 2 | USA Estados Unidos |  |

|                             | Partidas individuais        |       |                                  |                         |
| Eugene Wang / Siméon Martin | Eugene Wang / Siméon Martin | 3 – 0 | Siddhartha Naresh / Jishan Liang | 11–8, 11–7, 11–7        |
| Edward Ly                   | Edward Ly                   | 3 – 1 | Nandan Naresh                    | 11–8, 7–11, 11–7, 11–7  |
| Siméon Martin               | Siméon Martin               | 1 – 3 | Jishan Liang                     | 11–6, 4–11, 9–11, 12–14 |
| Edward Ly                   | Edward Ly                   | 1 – 3 | Siddhartha Naresh                | 12–14, 9–11, 11–6, 6–11 |
| Eugene Wang                 | Eugene Wang                 | 3 – 1 | Nandan Naresh                    | 11–8, 9–11, 11–8, 13–11 |

#### Final
| 5 de novembro 13:00 Relatório | Brasil BRA | 3 – 1 | CAN Canadá |  |

|                          | Partidas individuais     |       |                             |                         |
| Vitor Ishiy / Eric Jouti | Vitor Ishiy / Eric Jouti | 3 – 0 | Siméon Martin / Eugene Wang | 11–9, 11–5, 11–6        |
| Hugo Calderano           | Hugo Calderano           | 3 – 1 | Edward Ly                   | 10–12, 11–0, 11–5, 11–4 |
| Eric Jouti               | Eric Jouti               | 0 – 3 | Eugene Wang                 | 9–11, 8–11, 10–12       |
| Hugo Calderano           | Hugo Calderano           | 3 – 0 | Siméon Martin               | 11–6, 11–9, 11–7        |
|                          |                          |       |                             |                         |